# Volf Engelbert Turjaški
Volf Engelbert grof Turjaški (nemško Wolf Engelbert graf von Auersperg), kranjski deželni glavar iz žužemberške veje Turjaških, * 22. december 1610, Žužemberk, † 28. april 1673, Ljubljana.

## Življenje in delo
Bil je sin barona Ditriha Turjaškega, ki je leta 1630 postal prvi grof Turjaški.
Za časa Ferdinanda II. je bil cesarjev točaj in komornik. Leta 1643 mu je cesar dodelil funkcijo kranjskega deželnega upravitelja, leta 1649 pa je prevzel mesto kranjskega deželnega glavarja. Na tem položaju je ostal skoraj četrt stoletja, vse do svoje smrti leta 1673.
Na Novem trgu v Ljubljani, na mestu kjer danes stoji Narodna in univerzitetna knjižnica, je leta 1660 začele graditi palačo, ki se je kasneje imenovala knežji dvorec. Tedaj največja palača v Ljubljani je postala središče kulturnega dogajanja. V njej je bila Turjaška knjižnica, ki je bila s 7000 enotami tedaj največja na Kranjskem.
Leta 1641 je kupil Kočevsko gospostvo in v središču Kočevja dal zgraditi velik grad.
Ker ni imel otrok, je njegovo bogato premoženje podedoval njegov brat Ivan Vajkard Turjaški, ki je bil prvi knez Turjaški.